# 鄭金河
鄭金河（1938年2月12日:325—1970年5月30日），臺灣政治犯，雲林縣北港人。
畢業於北港北辰國小，以販豬為業，後來服役於海軍陸戰隊任上等駕駛兵。1961年因涉入蘇東啟案，遭判刑15年。1970年與江炳興等共同領導泰源事件而遭槍決，過世時年僅32歲。

## 連結
- 敬泰源事件烈士（施明德），蘋果日報 （页面存档备份，存于）
- 當獨裁是事實 革命就是義務，聯合報
- 施明德家後陳嘉君 紀念美麗島事件30週年Blog （页面存档备份，存于）